# Lingvisticae Investigationes
Lingvisticae Investigationes : International Journal of Linguistics and Language Resources est une revue scientifique internationale biannuelle à comité de lecture publiée par Benjamins (en).
Elle est fondée en 1977 par Maurice Gross qui en fut directeur de 1977 à 2001 . Annibale Elia
,
Gaston Gross, Christian Leclère et Elisabete Ranchhod

comptent parmi les anciens responsables de la revue. Le sous-titre était anciennement Revue internationale de linguistique française et de linguistique générale .
La revue publie des articles, des recensions de livres et des résumés de thèses . Lingvisticae Investigationes publie 350 pages par an. Il y a habituellement un numéro spécial par an.

## Domaine
Lingvisticæ Investigationes est essentiellement vouée à l'étude de la grammaire, du lexique et de la sémantique et préfère des études suffisamment formalisées pour être exploitables par des logiciels d'analyse de textes, ou qui décrivent des ressources linguistiques telles que des dictionnaires pour le traitement des langues ou des grammaires construits sur la base d'analyses linguistiques . Les articles peuvent être écrits en anglais ou en français.

## Indexation
La revue est indexée par :
- SCImago Journal Rank, calculé à partir de la base de données Scopus[5]
- European Reference Index for the Humanities
- MLA International Bibliography
- International Bibliography of Book Reviews in Scholarly Literature in the Humanities and Social Sciences
- Cultures, Langues, Textes
- Germanistik
- IBR/IBZ
- Language Abstracts
- Linguistic Bibliography/Bibliographie Linguistique
- LLBA
- TSA Online

Selon la mesure d'impact 'Cites per Doc (2y)' du SCImago Journal Rank, la revue a un impact de 0,16 en 2012 .

## Référence
1. 1 2 3 4 5  (en) « Lingvisticæ Investigationes. International Journal of Linguistics and Language Resources », John Benjamins Publishing Company, 2014 (consulté le 19 mai 2014)
2. ↑  Lingvisticae Investigationes : Revue internationale de linguistique française et de linguistique générale, vol. 33(2), John Benjamins Publishing Company (en), 2010
3. 1 2  Lingvisticae Investigationes : Revue internationale de linguistique française et de linguistique générale, vol. 25(2), John Benjamins Publishing Company, 2002
4. ↑  « Lingvisticae Investigationes. International Journal of Linguistics and Language Resources », Université Paris-Est Marne-la-Vallée, 2014 (consulté le 19 mai 2014)
5. 1 2  « Lingvisticae Investigationes », SCImago Lab, 2014 (consulté le 19 mai 2014)